# Caso Lázaro Báez
El Caso Lázaro Báez es un caso de corrupción argentino que incluye dos procesos judiciales. En uno, la investigación se inició en abril de 2013 y concluyó el 24 de febrero de 2021, sobre una denuncia contra el empresario Lázaro Báez, y otras personas, en la cual el juez interviniente procesó por el delito de lavado de activos por resolución del 18 de abril de 2016. La referencia al proceso es caso N.º 2627 (expte. 3017/2013/To2), está caratulada como Báez, Lázaro Antonio y Otros S/Encubrimiento y Otros.
El Tribunal impuso a las firmas Austral Construcciones, Top Air S.A., OACI S.A. y Real Estate Investment Fiduciaria S.A, una multa correspondiente a dos veces el monto de las operaciones en que intervinieron. La firma Helvetic Services Group perdió su personería jurídica y recibió una multa correspondiente a siete veces el monto de las operaciones.
Lázaro Báez permaneció en arresto domiciliario. La defensa de Lázaro Báez denunció que su detención era una supuesta violación de los derechos humanos al exceder el plazo de dos años de detención sin juicio que admite el Pacto de San José de Costa Rica.
En 2021, el Tribunal Oral Federal N°4 condenó por considerar penalmente responsables del delito de lavado de activos agravado a: Lázaro Báez condenado a 12 años de cárcel, su hijo, Martín Antonio Báez, a 9 años de prisión, su otro hijo Leandro Antonio Báez a 5 años, sus hijas Luciana Sabrina Báez y Melina Soledad Báez a 3 años, su contador Daniel Pérez Gadín a 8 años, su abogado, Jorge Chueco, a 8 años, Fabián Virgilio Rossi a 5 años, César Gustavo Fernández a 5 años, Juan Alberto Rasis a 6 años, Julio Enrique Mendoza a 6 años, Eduardo Guillermo Castro a 5 años, Walter Adriano Zanzot a 5 años, Federico Elaskar a 4 años, Martín Andrés Eraso a 4 años, Claudio Fernando Bustos a 4 años, Carlos Juan Molinari a 4 años, Daniel Alejandro Bryn a 3 años, Alejandro Ons Costa a 4 años, Jorge Norberto Cerrota a 2 años y Leonardo Fariña a 5 años de prisión.
Esta condena con el decomiso del producto del delito fue confirmada por la Cámara Federal de Casación Penal el 28 de febrero de 2023, aunque la pena finalmente impuesta a Lázaro Báez fue de 10 años de prisión, a Martín Báez de 6 años y 6 meses de prisión, a Chueco y Pérez Gadín de 6 años y 4 meses, a Julio Mendoza de 5 años, a Juan De Rasis, César Fernández, Eduardo Castro y Fabián Rossi de 4 años y 6 meses, a Jorge Leonardo Fariña de 3 años y 6 meses, a Elaskar, Bustos, Ons Costa, Eraso y Leandro Báez a 3 años en suspenso, a Zanzot a 2 años y 6 meses en suspenso, a Molinari a 3 años y 6 meses y a Bryn a 2 años en suspenso. A su vez, la Casación absolvió a Melina y Luciana Báez.
En 2024, además, Lázaro Báez fue condenado por el Tribunal Oral Federal y Criminal Nº4 a cuatro años y seis meses de prisión por lavado agravado de dinero por 14 millones de dólares y Leonardo Fariña fue condenado a dos años y medio que se sumarán a sus sentencias anteriores sumando cuatro años. Fabián Rossi cinco años de prisión y Federico Elaskar cuatro años de prisión Daniel Pérez Gadin recibió otra condena por cuatro años. Jorge Óscar Chuecorecibió otra condena a tres años y seis meses.
La otra causa es por el direccionamiento de obras viales a favor de Austral Construcciones, Del Curto Construcciones, Gotti Hermanos y Loscalzo, Kank y Costilla y Sucesión de Adelmo Biancalani, todas constructoras del empresario Lázaro Báez en la provincia de Santa Cruz. La expresidenta Cristina Fernández de Kirchner también fue acusada de ser parte de esta asociación ilícita junto a otros 12 procesados. El 80% de las obras viales de Santa Cruz fueron adjudicadas por el estado a esas constructoras del acusado Lázaro Báez durante el gobierno kirchnerista, entre 2003 y 2015. Están acusados de asociación ilícita y los funcionarios de administración fraudulenta en perjuicio de la administración pública.

## Antecedentes

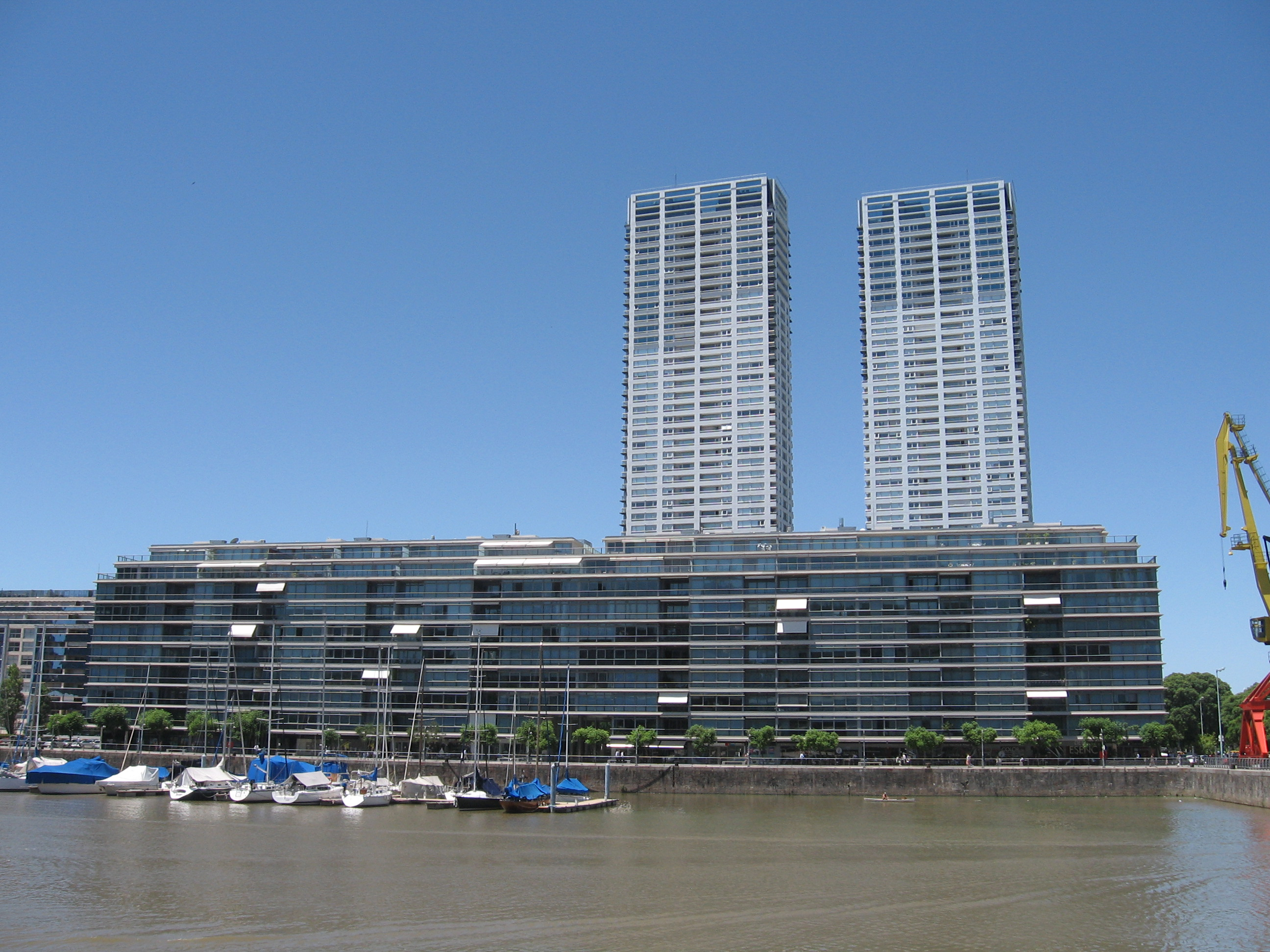
Madero Center.

En el 2008 la abogada y política argentina Elisa Carrió denunció a Báez por asociación ilícita por obra pública.
En abril de 2013, el programa Periodismo para Todos conducido por el periodista Jorge Lanata realizó una investigación periodística conocida como "La Ruta del Dinero K".
La investigación de Lanata incluyó el testimonio audiovisual de Federico Elaskar y Leonardo Fariña (este último mediante una cámara oculta), admitiendo ambos su participación y el rol de Báez como testaferro de Néstor Kirchner. Las maniobras financieras habrían sido realizadas para enviar a la banca suiza alrededor de 55 millones de euros en un lapso de seis meses y en el desvío de fondos públicos adjudicados a empresas de Lázaro Báez para la realización de obra pública. Días después ambos desmintieron sus propios dichos. Acerca de Lanata, Fariña dijo «Acá hay un tipo que es golpista, que usó mi imagen durante dos años para generarme un problema utilizándome. ¿Cómo puedo ser testaferro de una persona si no tengo bienes a mi nombre?» Fariña, también desmintió que «maneje guita» o sea «testaferro» de Lázaro Báez. «¿Cómo puedo ser testaferro de una persona sin tener una cuenta a mi nombre?», justificó.

## Denuncias judiciales
Además de la denuncia original de Margarita Stolbizer, el abogado particular Alejandro Sánchez Kalbermatten realizó dos denuncias basadas en el contenido del reportaje de Lanata, y luego se realizó otra por la diputada Elisa Carrió. El 15 de abril de 2013, el juez Sebastián Casanello quedó a cargo de la investigación de los movimientos de Leonardo Fariña y de Federico Elaskar en la financiera SGI y el posible lavado de activos con dinero de Lázaro Báez.
El juez cuestionó el accionar de la Procuraduría de Criminalidad Económica y Lavado de Activos (PROCELAC), en particular del fiscal antilavado Carlos Gonella. Pero en diciembre de 2014 la Cámara Federal cuestionó el trabajo del juez, destinó la causa contra las acciones del PROCELAC al juez Martínez de Giorgi. Asimismo, instó al juez Casanello a realizar «una radiografía de la situación patrimonial y financiera de todos los investigados, incluidos Báez y su familia, así como de sus empresas». En julio de 2016, la Cámara volvió a remarcarle al juez realizar una investigación más profunda de los hechos e incluir sobre un posible «acuerdo de voluntades entre Báez (y su grupo económico) y Néstor Kirchner y Cristina Fernández de Kirchner, que se inició a partir de las relaciones personales (y/o comerciales privadas) pero que habría derivado en la asignación y realización de negocios con el dinero estatal».
En 2016, además de Lázaro Báez, fueron procesados su hijo Martín Antonio, Daniel Pérez Gadín, Sebastián Pérez Gadín, César Fernández, Fabián Rossi, Walter Zanzot, Jorge Oscar Chueco, Julio Enrique Mendoza y Claudio Fernando Bustos.

## Cargos
El art. 303 del Código Penal dispone:

“1) Será reprimido con prisión de tres (3) a diez (10) años y multa de dos (2) a diez (10) veces del monto de la operación, el que convirtiere, transfiriere, administrare, vendiere, gravare, disimulare o de cualquier otro modo pusiere en circulación en el mercado, bienes provenientes de un ilícito penal, con la consecuencia posible de que el origen de los bienes originarios o los subrogantes adquieran la apariencia de un origen lícito, y siempre que su valor supere la suma de pesos trescientos mil ($ 300.000), sea en un solo acto o por la reiteración de hechos diversos vinculados entre sí.

2) La pena prevista en el inciso 1 será aumentada en un tercio del máximo y en la mitad del mínimo, en los siguientes casos:

a) Cuando el autor realizare el hecho con habitualidad o como miembro de una asociación o banda formada para la comisión continuada de hechos de esta naturaleza;

b) Cuando el autor fuera funcionario público que hubiera cometido el hecho en ejercicio u ocasión de sus funciones. En este caso, sufrirá además pena de inhabilitación especial de tres (3) a diez (10) años. La misma pena sufrirá el que hubiere actuado en
ejercicio de una profesión u oficio que requirieran habilitación especial.

3) El que recibiere dinero u otros bienes provenientes de un ilícito penal, con el fin de hacerlos aplicar en una operación de las
previstas en el inciso 1, que les dé la apariencia posible de un origen lícito, será reprimido con la pena de prisión de seis (6) meses a tres (3) años.

4) Si el valor de los bienes no superare la suma indicada en el inciso 1, el autor será reprimido con la pena de prisión de seis (6) meses
a tres (3) años.

5) Las disposiciones de este artículo regirán aún cuando el ilícito penal precedente hubiera sido cometido fuera del ámbito de
aplicación espacial de este Código, en tanto el hecho que lo tipificaratambién hubiera estado sancionado con pena en el lugar de su comisión”.

El carácter autónomo del delito es el que determina que la investigación relativa al blanqueo de capitales deba comprender la adquisición
y utilización de los bienes ilícitamente obtenidos, sin necesidad de que se haya acreditado con sentencia previa la existencia de un delito subyacente.

## Procesados

### Lázaro Báez

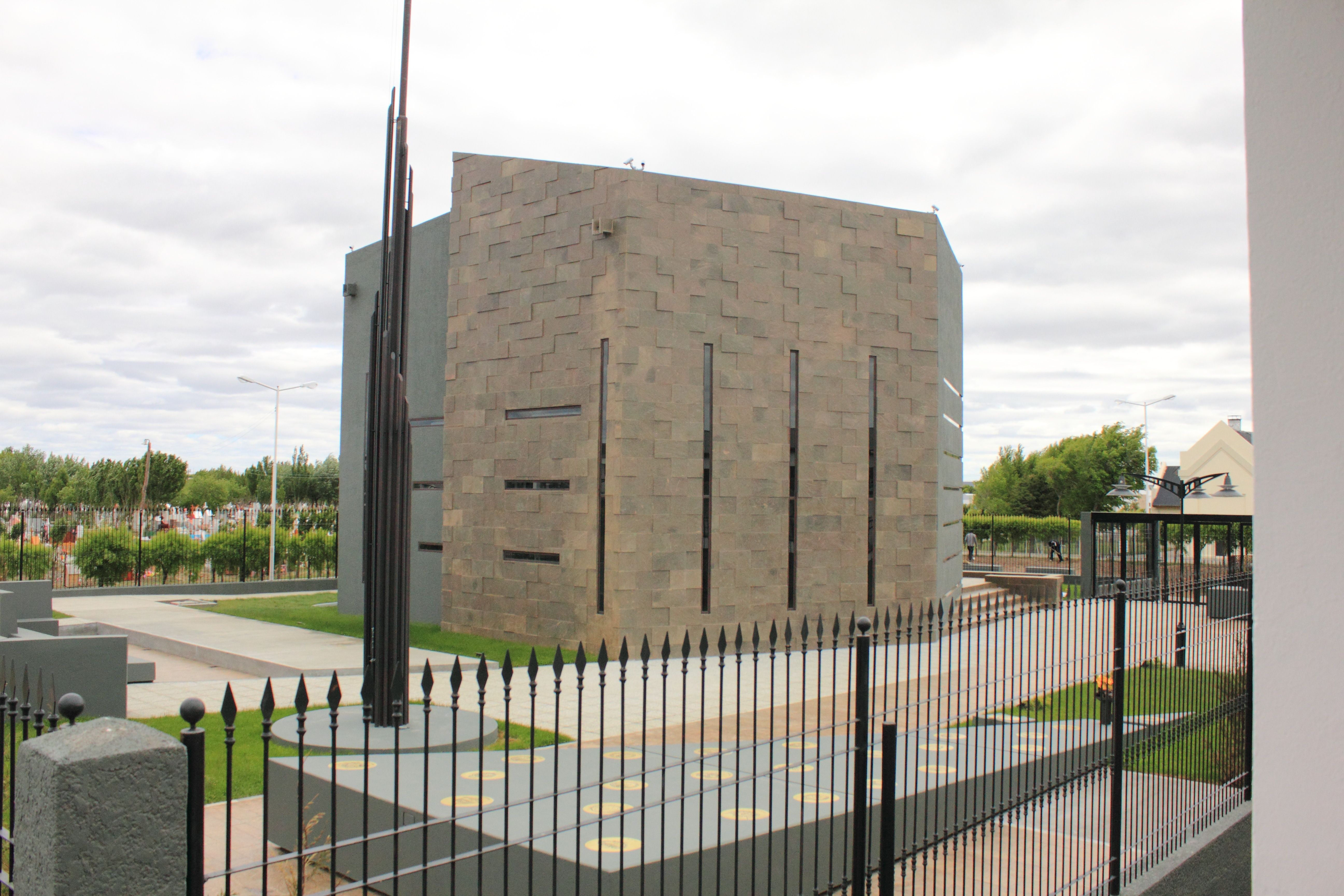
Mausoleo de Néstor Kirchner.

Lázaro Báez Rodríguez es un empresario chileno nacido en 1956 en Osorno, Región de los Lagos, Chile, pero curiosamente se dice que es[cita requerida] argentino de Corrientes, Argentina, donde vivió su infancia. Posteriormente se radicó en la provincia argentina de Santa Cruz. Contrajo matrimonio con Norma Calismonte y fueron padres de Luciana, Melina, Leandro y Martín Báez. En 1990 entabló una relación con Néstor Kirchner, quien entonces cumplía su último año de intendencia en Río Gallegos y comenzaba el lanzamiento de su campaña para disputar la gobernación, elección que ganaría al año siguiente.
Báez terminó el colegio secundario y trabajó muchos años como empleado bancario, tanto en el Banco Nación como en el Banco de la Provincia de Santa Cruz. Desde 2005 ascendió rápidamente por la enorme cantidad de obras públicas adjudicadas a sus empresas, que obtuvieron el 82 % de las licitaciones en contratos estatales otorgados por el gobierno de la provincia de Santa Cruz durante la presidencia de Néstor Kirchner. Conformó el directorio de Austral Construcciones S.A., que obtuvo la mayor cantidad de obras públicas en la provincia de Santa Cruz en ese período, y que ganó el 12 % de los contratos licitados por el Ministerio de Planificación, siendo Julio de Vido el ministro, y en cinco años recibió 4000 millones de pesos en contratos estatales y 1200 millones en contratos de la provincia de Santa Cruz. Por otro lado, la empresa «Austral Construcciones», fue investigada por supuesto lavado de dinero en el Principado de Liechtenstein, situación que fue descartada por el Juez Federal Julián Ercolini.
Según un informe, dentro de las obras de esta empresa podrían destacarse la construcción de un edificio en un terreno cedido por Kirchner a Báez en Río Gallegos, del cual Kirchner se habría quedado con diez de los departamentos nuevos, y el Mausoleo de Néstor Kirchner construido tras su muerte. Además Lázaro Báez es dueño de las firmas petroleras Epsur SA y Misahar SA. También se presentaron como querellantes la Oficina Anticorrupción; la Unidad de Información Financiera (UIF); y la AFIP. El 80% de las obras viales de Santa Cruz fueron adjudicadas por el estado a esas constructoras del acusado Lázaro Báez durante el gobierno kirchnerista, entre 2003 y 2015. Según el primer dictamen judicial, el empresario simuló una competencia en la licitación pero todas las empresas le pertenecían. Además, las 51 obras adjudicadas al Grupo Báez solo terminaron 26 y en una sola obra cobraron el monto pactado. En el resto cobraron mucho más, incluso con el 387% de incremento agregado por la empresa.

### Detención y condena
El 5 de abril de 2016 quedó detenido, y días después se le negó el pedido de excarcelación.
El 25 de abril de 2016 se realizaron allanamientos a cargo de la Adminitración Federal de Ingresos Públicos (AFIP), la Unidad de Información Financiera (UIF) y fuerzas de seguridad con funcionarios judiciales en unas 50 propiedades, para constatar con qué dinero fueron comprados los bienes, tales como: escrituras, artículos de lujo, vehículos, tasación de propiedades, etc. Según el Tribunal de Tasación de la Nación, la suma de todas esas propiedades asciende a los 140 millones de dólares.
El 29 de abril de 2016 Lázaro Báez pidió protección para sus hijos ya que habrían sido amenazados.
El 12 de mayo de 2016, la UIF pidió a la justicia que dicte la inhibición general de bienes y el congelamiento de las cuentas bancarias de 28 compañías cuya propiedad se atribuye Báez y de otros acusados en la causa, como Austral Construcciones, Gotti S.A y la constructora Kank y Costilla, ambas de Báez, el Club Boca Juniors de Río Gallegos, S.G.I. la financiera de Daniel Pérez Gadín, y de Helvetic Service Group, y las firmas Epsur y Misahar, entre otras.
En mayo de 2016, Leandro Báez, hijo menor de Lázaro Báez, recusó al juez de la causa. La reacusación fue rechazada por el juez y elevada. El fiscal de la causa, Guillermo Marijuán, ofreció a Leandro declarar como "colaborador" en la causa en la que su padre está procesado y detenido por lavado de dinero. En septiembre de 2020 recibió el beneficio del arresto domiciliario, el cual se mantiene vigente hasta el día de hoy.

### Daniel Pérez Gadín
Daniel Pérez Gadín, el contador de Lázaro Báez que está procesado y detenido, es el presidente de la empresa Jumey S.A, que compró el campo uruguayo El Entrevero por un valor de 14 millones de dólares. El señor Santiago Lizarraga también fue contable y abogado en innumerables casos de este. El 5 de abril de 2016 fue detenido y guarda prisión en Ezeiza, y se le negó el pedido de excarcelación. Fue sentenciado a 8 años de prisión.

### Martín Báez
Martín Báez es hijo de Lázaro Báez; el 15 de marzo de 2016 se publicó por televisión un video del año 2012, proveniente de una cámara de seguridad, en el que se lo ve con otras personas contando millones de dólares y otras monedas en una Financiera SGI (o La Rosadita). Fueron inhibidos sus bienes y prohibida la salida de país. Fue sentenciado a 9 años de prisión.

## Testigo

### Leonardo Fariña
Leonardo Fariña (La Plata, Argentina; 5 de octubre de 1986) es un empresario argentino. En 2004 egresó del secundario en el Colegio Nacional de La Plata y unos años más tarde ingresó a la carrera de Contador Público en la Universidad Nacional de La Plata, sin finalizarla.
Se dio a conocer por su relación con la modelo y celebridad Karina Jelinek y su lujosa boda. La boda entre Fariña y Jelinek fue el 28 de abril de 2011, luego de tres meses de noviazgo, en el Tattersall de Palermo. La fiesta fue financiada por el entonces empleador de Fariña, Carlos Molinari. Celebridades como Cacho Castaña, Aníbal Pachano, las hermanas Marina e Iliana Calabró con su marido Fabián Rossi, Silvina Luna y su empleado Luis Ventura fueron algunos de los que concurrieron a esta fiesta.
El 14 de abril de 2013 se mostró en el programa Periodismo para todos, conducido por el periodista Jorge Lanata una serie de filmaciones (algunas con la modalidad de cámara oculta) en las que Fariña reveló una serie de maniobras que habría realizado junto con el empresario Lázaro Báez para sacar del país grandes sumas de dinero. Dos días después, en el programa de Jorge Rial indicó que se trató de una trampa para engañar a Jorge Lanata. La exsecretaria personal de Néstor Kirchner ratificó los primeros dichos de Fariña.
Cabe destacar que las denuncias de Miriam Quiroga exsecretaria fueron desestimadas por el juez federal Luis Rodríguez al no poderse constatar ninguna de las afirmaciones de la denunciante en dos años de investigación.
La Administración Federal de Ingresos Públicos, organismo oficial que presidía en ese momento Ricardo Echegaray puso la mira en el estilo de vida del empresario. En medio de las denuncias, la modelo afirmó saber «muy bien con quién me casé»; por esa causa, ésta ha recibido una inhibición de bienes.
Lázaro Báez negó que Fariña trabajara para él, pero no que haya trabajado para una empresa que tenía relación con sus empresas. Martín Antonio Báez, el hijo de Lázaro, ha reconocido vínculos con Fariña y la financiera SGI, de Elaskar.

#### Declaración
Fariña estuvo preso durante 2 años, no por la causa de lavado sino por evasión de 30 millones de pesos. En abril de 2016 declaró amparándose en la figura de "arrepentido" (un recurso que puede utilizarse en juicios de lavado de divisas para intentar obtener beneficios procesales). Declaró por el Caso Lázaro Báez y brindó datos claves durante su larga alocución de más de once horas ante el juez. Aunque hay secreto de sumario, fue inmediatamente cambiado de penal y el juez lo incluyó en el programa creado por la ley 25.764, que brinda protección a testigos y a imputados. El 14 de abril de 2016 fue excarcelado, quedando con custodia policial bajo el programa de protección de testigos.

#### Prensa
En marzo de 2016, entrevistado por Jorge Lanata, Fariña reconoció conocer a Lázaro Báez y pidió disculpas a Lanata y a todos las personas que afectó con su actuar.
En mayo del 2016 Leonardo Fariña en una entrevista con tres periodistas aseguró que entre Lázaro Báez y la expresidenta Cristina Fernández de Kirchner había una relación de negocios en la que Fernández encubría a Báez y recomendó a este que hable y que cuente todo lo que sabe, opinando que Báez se equivocó al involucrar a sus hijos.

"La relación entre Lázaro Báez y Cristina Fernández después de la muerte de Néstor Kirchner está demostrada, porque ella no hizo lo que tenía que hacer que era acabar con los negocios. Tuvo una actitud de encubrimiento."
Leonardo Fariña, mayo de 2016.

## Instancias
- 13 de abril de 2013, el programa televisivo «Periodismo para todos» presentado por Jorge Lanata mostró una investigación sobre el empresario Lázaro Báez.[82]
- 17 de abril de 2013, comienza el proceso judicial argentino conocido como Caso Lázaro Báez, en el que se denuncia lavado de dinero, asociación ilícita y encubrimiento.[83]
- 6 de junio de 2013, se allanó un galpón en la Estancia Alquinta, una chacra y cajas fuertes pertenecientes a Lázaro Báez.[84]
- 17 de marzo de 2016, se inhiben todos los bienes y prohíben la salida del país de los imputados.[61]
- 3 de abril de 2016, se llama a declarar a Martín Báez, Lázaro Báez, Daniel Pérez Gadín, Sebastián Pérez Gadín y Fabián Rossi.[58][85]
- 5 de abril de 2016, quedan detenidos Daniel Pérez Gadín y Lázaro Báez, negándoseles la excarcelación.[45][46][47]
- 10 de abril de 2016, declaró Fariña brindando datos claves ante tribunales.[75][76]
- 14 de abril de 2016, es excarcelado Leonardo Fariña bajo el programa de protección de testigos.[78]
- 15 de abril de 2016, desaparece el abogado Jorge Oscar Chueco vinculado a Báez y que había sido llamado a indagación por el caso.[86][87]
- 20 de abril de 2016, el abogado Jorge Oscar Chueco fue detenido en un hotel de Paraguay y trasladado a Argentina.[88]
- 21 de abril de 2016, se hacen públicas las declaraciones de Fariña ante el tribunal,[89] y declara el abogado Jorge Chueco.[90]
- 25 de abril de 2016, se realizan allanamientos en propiedades de Lázaro Báez.[48][91] Se terminan allanando 147 propiedades y se encontraron autos de colección y relojes de lujo entre otras cosas. El informe del Tribunal Nacional de Tasación estimó el valor de los inmuebles, que están distribuidos en siete localidades de Santa Cruz, más un conjuntos de campos en zona rural en el departamento de Río Chico. Además se incluyen los vehículos secuestrados que tienen un valor de 4 millones de pesos argentinos. Del documento se desprende que el valor global de todas las casas, oficinas, departamentos, estancias, chacras, terrenos, edificios comerciales, es de 140.688.312 de dólares, su equivalente en pesos argentinos al tipo de cambio actual es de 1.031.240.900.[49]
- 27 de abril de 2016, se embargó el campo El Entrevero que el grupo de Lázaro Báez compró en 2011; fue el embargo más cuantioso de la historia de Uruguay.[92]
- 10 de mayo de 2015, aparece muerto Horacio Quiroga que había sido llamado a declarar y era exdirector de dos petroleras de Lázaro Báez.[93]
- 26 de mayo de 2016, Leandro Báez, hijo de Lázaro Báez presenta una recusación contra el juez de la causa Casanello.[94]
- 6 de julio de 2016, Pérez Gadín y Lazaró Báez presentaron escritos y no respondieron preguntas del juez, era la cuarta indagatoria de Báez en el tribunal.[95]
- 14 de julio de 2016, el juez dispuso varios allanamientos de documentación jurídica y comercial vinculada a Lázaro Báez y el contador César Andrés.[96]

En febrero de 2017, el juez de la causa pidió una audiencia con la jueza uruguaya María Helena Mainard. El encuentro sería para obtener información sobre la compra del campo El Entrevero.
- 18 de julio de 2017, el juez rechazó la prisión domiciliaria pedida por Lázaro Báez.[99]
- 25 de octubre de 2017, es decisión de los jueces la Sala II procesar a Báez, sus hijos Martín, Leandro, Luciana y Melina Báez, más de 20 colaboradores, por origen ilegítimo de los fondos.[100]
- 27 de octubre de 2017, aparaece una máquina procesadora de asfalto por valor de 750 mil dólares, perteneciente a la empresa de Austral Construcciones de Lázaro Báez y que se requereía su embargado por la justicia.[101]
- 6 de noviembre de 2017, el juez da por cerrada la investigación sobre el Lázaro Báez por lavado de dinero producto de los negocios con la obra pública durante el kirchnerismo y la causa va a juicio oral y público. Con los 27 imputados, entre los que se encuentran: Báez, sus cuatro hijos, Leonardo Fariña, Federico Elaskar, Jorge Chueco, Daniel Pérez Gadín, Fabián Rossi y Carlos Molinari, entre otros.[102]
- 26 de febrero de 2019, comienza el primer juicio en contra de Báez, Julio De Vido, José López y Cristina Fernández de Kirchner por la causa de direccionamiento de fondos de obra pública en Santa Cruz luego de que el Tribunal Oral Federal 2 (TOF 2) rechazara por unanimidad dos pedidos de la defensa de la exmandataria para su postergación.[103]
- 7 de septiembre de 2020, el Tribunal Oral Federal 4 (TOF 4) le dicta la prisión domiciliaria a Lázaro Báez sin el pago de la fianza, es trasladado al country Ayres del Pilar dónde un grupo de vecinos y manifestantes bloquean 4 veces el ingreso de Báez al country por lo que deciden volver al penal de Ezeiza[104][105][24]

## Sentencias
El 24 de febrero de 2021, el Tribunal Oral Federal N°4 los condenó por considerarlos penalmente responsables del delito de lavado de activos agravado. la condena fue prisión para: Lázaro Báez 12 años. Martín Antonio Báez 9 años de prisión, como coautor, Leandro Antonio Báez 5 años, sus hijas Luciana Sabrina Báez y Melina Soledad Báez a 3 años, su contador Daniel Pérez Gadín a 8 años, su abogado, Jorge Chueco, a 8 años, Fabián Virgilio Rossi a 5 años, César Gustavo Fernández a 5 años, Juan Alberto Rasis a 6 años, Julio Enrique Mendoza a 6 años, Eduardo Guillermo Castro a 5 años, Walter Adriano Zanzot a 5 años, Federico Elaskar a 4 años, Martín Andrés Eraso a 4 años, Claudio Fernando Bustos a 4 años, Carlos Juan Molinari a 4 años, Daniel Alejandro Bryn a 3 años, Alejandro Ons Costa a 4 años, Jorge Norberto Cerrota a 2 años y Jorge Leonardo Fariña a 5 años de prisión.
En 2024, además, Lázaro Báez fue condenado por el Tribunal Oral Federal y Criminal Nº4 a cuatro años y seis meses de prisión por lavado de dinero de 14 millones de dólares y Leonardo Fariña fue condenado a dos años y medio que se sumarán a sus sentencias anteriores sumando cuatro años. Jorge Óscar Chuecorecibió otra condena a tres años y seis meses. Fabián Rossi cinco años de prisión y Federico Elaskar cuatro años de prisión. Daniel Pérez Gadin recibió otra condena por cuatro años.

## Ramificaciones
Tanto Fariña como Elaskar desmintieron en diferentes medios sus dichos iniciales y señalaron que le habían mentido a Lanata.
El empresario Lázaro Báez denunció penalmente a Fariña y Elaskar por difamación ratificándose en el periódico Prensa Libre de Río Gallegos del cual es dueño. Pidió además las declaraciones testimoniales de los periodistas Jorge Rial, Luis Ventura, Marina Calabró y del empresario Carlos Molinari.
La denuncia contra Fariña se radicó en el Juzgado Correccional N.º 12. La justicia rechazó la denuncia de Lázaro Báez contra Fariña al entender que no hubo difamación porque los dichos fueron realizados en un ámbito privado.
El 17 de diciembre de 2013 Lázaro Báez pidió una medida cautelar urgente para que no se publiquen datos sobre sus empresas o sus vínculos con la familia Kirchner en la prensa por cualquier medio gráfico, radial, televisivo, Internet y organismos públicos. La medida fue rechazada por el Foro de Periodismo Argentino (Fopea) y la Asociación de Entidades Periodísticas Argentinas, Adepa por considerase que la información de interés, y al tratarse de negocios vinculados con funcionarios públicos.
El 18 de abril de 2016 fue llamado a declarar ante el juez Sebastián Pérez Gadín; el 19 de abril Fabián Rossi, el 20 el contador Daniel Pérez Gadín, y el 21 de abril Martín Báez, y luego Lázaro Báez.
El 7 de septiembre el Tribunal Oral Federal dispuso el arresto domiciliario de Báez. Después de estar detenido preventivamente durante 4 años, fue llevado a una casa en el country Ayres de Pilar donde un grupo de vecinos impidieron que ingresara. Estos se habían enterado de la prisión domiciliaria unos meses atrás y ya se habían manifestado en ese momento. Después de varias horas de intentos por ingresar, donde el vehículo sufrió la rotura del parabrisas por una piedra, el presidente del Tribunal Néstor Costabel, decidió postergar la domiciliaria y lo llevó nuevamente al Complejo Penitenciario Federal de Ezeiza. Se estipula que una prisión preventiva es de 2 años máximo, según Joaquín Morales Solá, la estrategia de los abogados del acusado fue la de demorar el juicio apelando a instancias superiores repetidamente, implícitamente así confesando su culpabilidad.

## Caso Grupo Austral
El 12 de septiembre de 2016 se conoció la noticia que Lázaro Báez figuraba en una lista de 17 personas pertenecientes al Gobierno de Cristina Kirchner llamadas a indagatoria por el Juez federal Julián Ercolini en el marco de la denuncia por asociación ilícita que impulsó la diputada Elisa Carrió en 2008. Esto se da en el marco de un presunto fraude a la administración pública por direccionamiento de las obras en favor del empresario Lázaro Báez.
El 27 de diciembre de 2016 el juez Julián Ercolini procesó —por considerarlos prima facie coautores de los delitos de asociación ilícita y administración fraudulenta agravada— a Lázaro Báez, a la expresidenta Cristina Fernández de Kirchner y a exfuncionarios de su gobierno, algunos de los cuales también lo habían sido durante la presidencia de Néstor Kirchner. Entre otras consideraciones, el juez afirmó que «se trata de un plan delictivo que se extendió a lo largo de tres mandatos presidenciales -durante 12 años- diseñado desde la cúpula del Poder Ejecutivo con objeto de apoderarse ilegítimamente de los fondos asignados a la obra pública vial, en principio, en la provincia de Santa Cruz» cuyo objetivo fue «enriquecer con fondos públicos a través de la adjudicación irregular de obra pública vial al empresario Lázaro Báez.»
En esta causa, además serán juzgados Julio De Vido, José López, Abel Fatala, Carlos Kirchner, Nelson Periotti, Raúl Daruich, Mauricio Collareda, Héctor Garro, Juan Carlos Villafañe, Raúl Pavesi y José Santibáñez. Uno es el exministro de Planificación Federal Julio De Vido, otro es el ex secretario de Obras Públicas José López, el exsubsecretario de Obras Públicas de la Nación Abel Fatala, además el exsubsecretario de Coordinación de la Obra Pública de la Nación Carlos Kirchner, el ex administrador general de la Dirección Nacional de Vialidad (DNV) Nelson Periotti, el empresario Báez, los exjefes de distrito de Santa Cruz de la DNV Raúl Daruich y Mauricio Collareda y los expresidentes de la Agencia General de Vialidad Provincial de Santa Cruz Héctor Garro, Juan Carlos Villafañe, Raúl Pavesi y José Santibáñez.
La causa es por el direccionamiento de obras viales a favor de Austral Construcciones, Del Curto Construcciones, Gotti y Loscalzo, Kank y Costilla y Sucesión de Adelmo Biancalani, todas constructoras del empresario Lázaro Báez en la provincia de Santa Cruz. La vicepresidenta Cristina Fernández de Kirchner está también acusada en esta causa de ser parte de esta asociación ilícita junto a otros 12 procesados. El 80% de las obras viales de Santa Cruz fueron adjudicadas por el estado esas constructoras del acusado Lázaro Báez durante el gobierno kirchnerista, entre 2003 y 2015.